# Anton Schweitzer
Anton Schweitzer (Coburg, 6 juni 1735 - Gotha, 23 november 1787) was een Duits componist.  

## Biografie

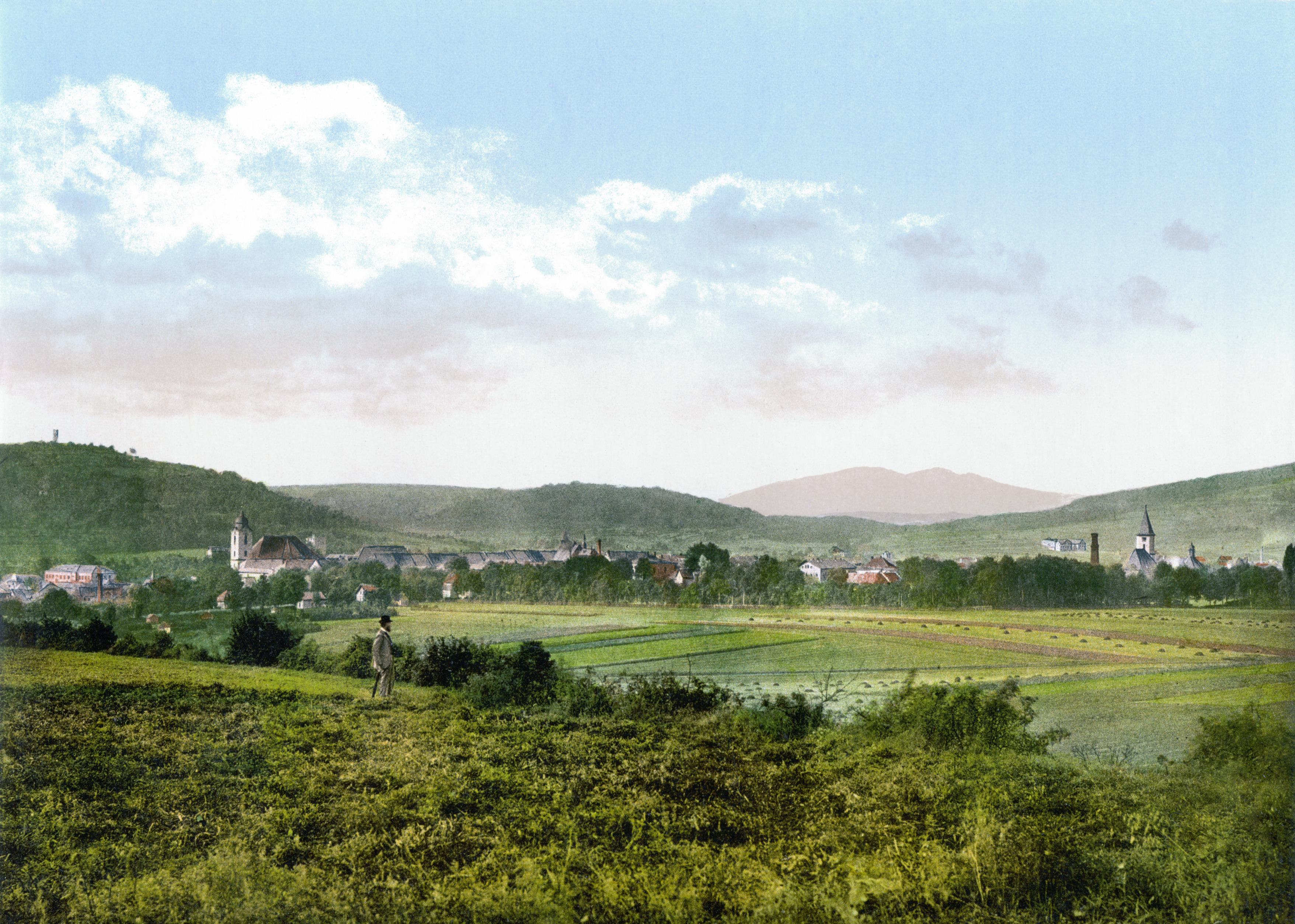
Hildburghausen ca. 1900

Vanwege zijn fabelachtige zangstem werd hij in 1745 door hertog Ernst Friedrich Carl opgenomen in zijn hofkapel in Hildburghausen, tevens ontpopte hij zich tot een talentvol bespeler van de altviool en de cello.
Om zijn muziektalenten verder te ontwikkelen, stuurde de hertog hem in 1758 naar Ulm, waar hij studeerde bij Jakob Friedrich Kleinknecht (1722-1794).
Na zijn studie afgerond te hebben, keerde hij terug naar Hildburghausen, waar hij benoemd werd tot hertogelijk kamermusicus en tevens in de gelegenheid gesteld werd, op kosten van de hertog, studiereizen naar Italië te ondernemen om zich verder te bekwamen. 
In 1769, na inmiddels officieel, tot hertogelijk Hildburghäusener kapelmeister opgeklommen te zijn, eindigde zijn betrekking bij de hertog vanwege diens bankroet, waarop hij zich aansloot bij de theatergroep van Abel Seyler.
In 1771 kwam de theatergroep in dienst van het hof te Weimar en kwam hij in contact met de dichter Christoph Martin Wieland, die in 1772 door hertogin Anna Amalia aangesteld was als pedagoog voor haar kinderen.
Dit contact leidde tot een samenwerking, waaruit o.a. de opera Alceste 28 mei, 1773) ontstond, deze opera wordt gezien vanwege haar plaats in de tijd, als het eerste Duitse singspiel en de voorloper van o.a. Mozarts Zauberflöte en von Webers Freischütz.
In 1774 werd het theater van Weimar, door brand in het slot compleet verwoest en moest het gezelschap noodgedwongen uitwijken naar het hof van Gotha, aanvankelijk voor een jaar, maar vanwege de excellente kwaliteit van het muzikale gezelschap, werd het permanent.
In 1780 volgde hij hier in Gotha, Georg Anton Benda op als Herzoglicher Kapelldirektor en zou deze positie bekleedden tot zijn dood in 1787.

## Werken

### Opera's
- Elysium (libretto: Johann Georg Jacobi, première 18 januari 1770, Hoftheater Hannover)
- Die Dorfgala (libretto: Friedrich Wilhelm Gotter première 30 juni 1772, Hannover)
- Alceste (libretto: Christoph Martin Wieland, première 28 mei 1773 Hoftheater Weimar)
- Die Wahl des Herkules (libretto: Christoph Martin Wieland, première 3 september 1773, Hoftheater Weimar)
- Rosamund (libretto: Christoph Martin Wieland, première 20 januari 1780, Nationaltheater Mannheim)

### Overige werken
- symfonieën en
- cantates
- Oratorium Die Auferstehung Christi
- Missa brevis

- Biblioteca Nacional de España: XX1768860
- Bibliothèque nationale de France: cb124804497 (data)
- Gemeinsame Normdatei: 119296225
- International Standard Name Identifier: 0000 0000 8135 7140
- Library of Congress Control Number: n85006634
- MusicBrainz: 52851ae0-bf7f-4a71-95ea-ba3f3cae1bf6
- Nationale Bibliotheek van Tsjechië: jn20000605007
- Nationale Bibliotheek van Israël: 987007267848405171
- Nederlandse Thesaurus van Auteursnamen: 097843067
- SNAC: w6226743
- Système universitaire de documentation: 080690513
- Virtual International Authority File: 56711636
- WorldCat: E39PBJcwxBp9XfxkP4RmHpTCQq